# Balatonederics
Balatonederics è un comune dell'Ungheria di 1.096 abitanti (dati 2001). È situato nella contea di Veszprém.